# Lista över insjöar i Svalövs kommun
Detta är en lista över sjöar i Svalövs kommun baserad på sjöns utloppskoordinat. Om någon sjö saknas, kontrollera grannkommunens lista eller kategorin Insjöar i Svalövs kommun.

## Lista
| Namn       | Koordinat                                     | Sjöid         | VYID          | Yta (km²) | Strandlinje (km) | Höjd (m) | Maxdjup (m) | Volym (m³) | HARO  | Natura 2000 |
| ---------- | --------------------------------------------- | ------------- | ------------- | --------- | ---------------- | -------- | ----------- | ---------- | ----- | ----------- |
| Duvekesjön | 55°58′28″N 13°04′00″Ö / 55.97458°N 13.06662°Ö | 620873-132939 | 620849-132904 | 0,0548    | 1,04             | 73,1     |             |            | 95000 |             |
| Fiskdamm   | 56°02′03″N 13°10′37″Ö / 56.03422°N 13.17681°Ö | 621484-133640 | 621486-133617 | 0,0515    | 1,14             | 157,3    |             |            | 96000 |             |
| Odensjön   | 56°00′16″N 13°16′32″Ö / 56.00457°N 13.27552°Ö | 621133-134220 |               | 0,0116    |                  | 59,9     | 19,5        | 104 000    | 96000 | Söderåsen   |
|            | 55°53′53″N 13°16′47″Ö / 55.89801°N 13.27975°Ö | 619946-134203 |               |           |                  |          |             |            | 93000 |             |
|            | 56°01′01″N 13°14′38″Ö / 56.01703°N 13.24375°Ö | 621279-134027 |               |           |                  |          |             |            | 96000 | Söderåsen   |
|            | 56°01′15″N 13°06′42″Ö / 56.02086°N 13.11163°Ö | 621353-133205 |               |           |                  |          |             |            | 95000 |             |
|            | 56°03′15″N 13°07′29″Ö / 56.05412°N 13.12472°Ö | 621720-133301 |               | 0,0433    | 0,826            | 156,1    |             |            | 96000 | -           |